# Nesopachylus
Genre
Synonymes
- Gorgonasta Roewer, 1932

Nesopachylus est un genre d'opilions laniatores de la famille des Ampycidae.

## Distribution
Les espèces de ce genre sont endémiques du Panama.

## Liste des espèces
Selon World Catalogue of Opiliones (18 octobre 2024) :
- Nesopachylus maculatus (Roewer, 1932)
- Nesopachylus monoceros Chamberlin, 1925

## Systématique et taxinomie
Ce genre a été décrit par Chamberlin en 1925 dans les Gonyleptidae. Il est placé dans les Ampycidae par Benavides, Pinto-da-Rocha et Giribet en 2021.
Gorgonasta a été placé en synonymie par Kury en 2003.

## Publication originale
- Chamberlin, 1925 : « Diagnoses of new American Arachnida. » Bulletin of the Museum of Comparative Zoology, vol. 67, p. 211-248 (texte intégral).